# Gold (1974)
Gold ist ein britischer Abenteuerfilm aus dem Jahre 1974 mit Roger Moore in der Hauptrolle. Wilbur Smith schrieb das Drehbuch (engl. Titel: Goldmine). Der Film startete am 6. September 1974 in den bundesdeutschen Kinos.

## Handlung
Rod Slater ist Untertagebetriebsleiter in der Goldmine von Hurry Hirschfield in Südafrika, als plötzlich ohne offizielle Anweisung der Generalmanager Lammer durch eine Sprengung ein Unglück mit einigen Toten verursacht. Lammer stirbt wenig später. Als Nachfolger plant Hirschfield, den langjährigen Mitarbeiter Plummer einzusetzen, doch das passt Manfred Steyner, dem Geschäftsleiter der Mine und Ehemann von Hirschfields Enkelin Terry, gar nicht. Er verfolgt ganz andere Pläne, um den Großvater nicht nur aus der Gesellschaft zu drängen, sondern fertig zu machen. Er hat bereits mit dem windigen Kartell des Mr. Farrell in London die Vernichtung der Mine geplant, um den Goldpreis in dessen Sinn zu manipulieren.
Steyner versucht nun um jeden Preis, den jüngeren Slater als Generalmanager durchzusetzen, und das – so glaubt er – geht am besten über seine Frau Terry. Sein Plan geht auf, und Slater bekommt die Stelle. Doch Terry verliebt sich in Slater. Slater soll eine neue Bohrung an der Stelle durchführen, an der Lammers Sprengung das Unglück verursacht hat. Steyner legt Slater gefälschte Gutachten vor, nach denen sich hinter einer dortigen Grünsteinschicht, dem sogenannten „Damm“, nicht Wasser, sondern Gold befindet. Steyner arbeitet darauf hin, dass Slaters Männer auf der Suche nach dem Gold ahnungslos den Damm anbohren, dabei soll der Damm brechen und die Mine überflutet werden, um durch die dadurch bedingte Verknappung den Goldpreis in die Höhe zu treiben.
Doch Slater lässt für so einen Fall eine Sicherung einbauen. Um ihn daran zu hindern, sie auszulösen, wird er mit Steyners Frau auf das Land gelockt und die Sicherung sabotiert. Als die Mine überflutet und Hirschfield dem Untergang fast nah ist, schafft es Slater mit Glück, rechtzeitig zur Mine zurückzukehren und das Schlimmste zu verhindern. Steyner, der eine Reise vorgetäuscht hat, beobachtet alles von einem Hang aus und hört aus dem Autoradio, dass sein Vorhaben geplatzt ist. Seine rechte Hand, von Farrell für solche Fälle instruiert, tötet ihn mit dem Wagen, aber dieser stürzt dabei selbst in den Abgrund. Slater wird schwer verletzt aus der Grube geborgen und von Hirschfield beglückwünscht, wobei Terry sich zu ihm in den Krankenwagen gesellt und ihm ihre Liebe gesteht.

## Kritik
Lexikon des internationalen Films: Eine aufwendige Abenteuergeschichte, die statt kritischer Akzente langatmige Szenen, Liebesaffären und Landschaftsbilder bietet.

## Synchronisation
| Rolle                   | Darsteller       | Synchronsprecher   |
| ----------------------- | ---------------- | ------------------ |
| Rod Slater              | Roger Moore      | Nils Clausnitzer   |
| Theresa 'Terry' Steyner | Susannah York    | Margot Leonard     |
| Hurry Hirschfield       | Ray Milland      | Wolf Ackva         |
| John 'Big King' Nkulu   | Simon Sabela     | Herbert Weicker    |
| Manfred Steyner         | Bradford Dillman | Manfred Schott     |
| Tex Kiernan             | Marc Smith       | Alexander Allerson |

## Soundtrack
Der Soundtrack erschien bei ABC Records (USA) und Philips (Europa) auf LP. Eine limitierte CD Ausgabe von 3000 Stück gab es bei Intrada im Jahre 2009 zum 25. Jubiläum.
| Originalauflage 1. Gold (Main Titles) gesungen von Jimmy Helms 2. The Lovers 3. The Apartment 4. The Mine 5. Trapped 6. Johannesburg 7. Wherever Loves Take Me gesungen von Maureen McGovern 8. Flight 9. Where Have You Been All My Life? gesungen von Trevor Chance 10. Sunday At The Mine: The Music / The Gum-Boot Dance 11. Diggin’ 12. Flood! 13. Aftermath 14. Gold (End Titles) gesungen von Jimmy Helms |

## Nominierungen
- Oscarnominierung in der Kategorie Bester Song für Wherever Love Takes Me gesungen von Maureen McGovern
- BAFTA-Nominierungen in der Kategorie Beste Filmmusik für Rydal Love, Michael Crouch, John W. Mitchell und Gordon K. McCallum